# Hello! (zespół muzyczny)
HELLO! formacja która narodziła się w ramach tzw. Trójmiejskiej Sceny Alternatywnej lub zwanej również jako Gdańska Scena Alternatywna,. Formacja zadebiutowała zimą 1988 roku na festiwalu Nowa Scena w klubie „Kolejarz” w Gdyni.
Zespół założył i prowadził gitarzysta i producent Grzegorz Zając, współodpowiedzialny również za powstanie takich zespołów jak: SZE SZE, Rocka's Delight, No Limits, Vo.Kool.Ski, Sun’s Vibrations i ostatnio 'lajk'
Jest on również producentem jednego z pierwszych w Polsce albumów drum’n’bass – CENTRALA „Księga Przemian”, płyty „Miasto Mężczyzn” z muzyką Dariusza Michalaka do spektakli Teatru Ekspresji, kilku utworów zespołu Vo.Kool.Ski oraz współproducentem płyty „ep” zespołu ‘lajk’. Zespół istniał do jesieni 1993 roku. W projekcie wzięło udział w sumie kilkunastu muzyków i wokalistów, w tym m.in. holenderski wokalista Ernst Langhout (lider formacji The Visitor www.ernstlanghout.nl), wokalistka Mariola Rukmini Konkel, nazywana „polską Lisą Gerard”, nigeryjski wokalista Godwin Egwuatu, klawiszowiec i producent muzyczny Jarogniew Milewski, perkusista Sławek „Rodriguez” Porębski, i wielu innych. Te liczne zmiany i eksperymenty zaowocowały trzema sesjami nagraniowymi, które złożyły się na zawartość dwóch albumów – „Karuna” i „Hello!”, które ukazały się na początku lat 90. tylko w formie MC.
Styl zespołu Hello! ewoluował od eksperymentów ethno-psychodelicznych, przez pierwsze w Polsce formy electro-avant popu i electro-gotyku, po dojrzałe groove-funkowe, nasycone samplami i elektroniką brzmienia klubowe.
Zespół występował na wielu polskich festiwalach rockowych – kilku edycjach „NOWEJ SCENY” w Gdyni i Sopocie, na festiwalu „Rock Mafia Sopot”, na Scenie Folkowej w Jarocinie’ 1991, odbył również mini trasę po Niemczech zaliczając m.in. support the Puhdys w Poczdamie i festiwal rockowy w Bremie. W ostatnim roku działalności Hello! zagrało kilka koncertów w wersji unplugged, m.in. na festiwalu „Żarnowiec '93"
W 1993 roku Agencja Filmowa Profilm zrealizowała program telewizyjny dla TVP Pr.2 z cyklu „Neptun TV przedstawia” o zespole Hello!, na który złożyło się pięć teledysków zespołu, w większości zrealizowanych przez Yacha Paszkiewicza i Piotra Wyrzykowskiego oraz fragmenty „Spektaklu Mody” Włodka Zynera z muzyką Hello!. Muzyka Hello! była często wykorzystywana do autorskich pokazów mody oraz filmów dokumentalnych.
Wiele lat później nazwę „Hello!” zaczął używać inny polski zespół, grający muzykę country.

## Dyskografia
- „Karuna” – 1990 JAM
- „Hello!” – 1992 Bass Records